# Абрек

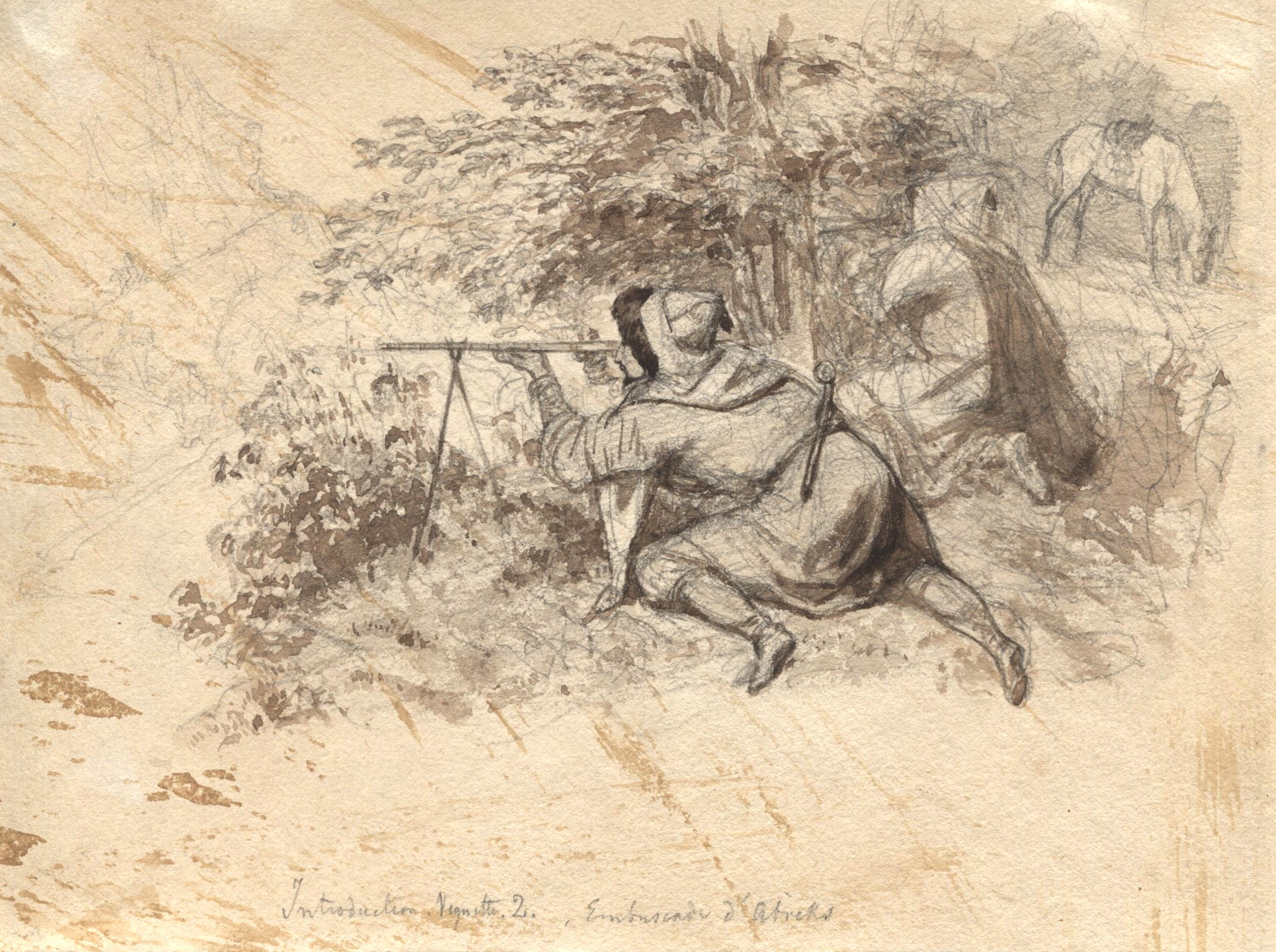
«Засада абреков», картина Григория Гагарина, XIX век

Абре́к — человек, ушедший в горы, живущий вне власти и закона, ведущий партизанско-разбойничий образ жизни; первоначально — кавказский горец, изгнанный родом из своей среды за преступление, обычно убийство.

## Этимология
Этимология слова «абрек» в настоящее время остаётся неясной, несмотря на многочисленные версии. По одной из версий это слово может происходить из дагестанских языков, а именно из двух слов —  «аб» (лезг. гъаб, авар. гІабу, дарг. гIубу, «захватить горстью») и «рек» (лезг. рикI, авар. ракI, дарг. урикI, «сердце»), что можно перевести как «храбрец». В русском же языке данное слово появляется с 1743 года; заимствованием казаками из кабардинского абрег «горец», затем через южнорусские говоры пришло в литературный язык, и уже с 1830-х годов встречается в художественной литературе.

## История

### Кавказская война
Обыкновенно абреком становился горец, принявший на себя обет мести вследствие горя, позора или обиды. Новоявленный абрек покидал своё родное общество и скитался, предоставленный самому себе. С этого момента для него больше не существовало никаких законов и даже собственная жизнь не была для него ценной, а потому встреча с абреком считалась опасной как для путника, так и для солдата. К тому же абреки практически никогда не сдавались в плен, предпочитая сражаться до собственной смерти.
Во время завоевания Кавказа Российской империей русские называли абреками любых недружественных горцев, которые в одиночку или небольшими группами вели партизанскую войну с завоевателями. Кроме набегов ради добычи, были и такие, в которых горцы любые действия на российской стороне рассматривали либо как месть за убитых сородичей во время карательных походов казаков и царских войск на горские земли, либо как борьбу за свободу. Горцы, посвятившие себя войне с русскими, носили черкесское название хаджирет.
Чеченцы в Кавказской войне показали ожесточение и отвагу. Они имели такой страшный вид иступленных, безумных людей, что иногда сотня казаков не решалась напасть на небольшую горсть чеченцев-абреков и вступить с ними в рукопашный бой, зная, что они дорого продадут свою жизнь и ни за что не сдадутся, считая плен верхом позора.
Согласно сведениям Василия Потто клятва абрека времён Кавказской войны выглядела следующим образом:

«Я, сын такого-то, сын честного и славного джигита, клянусь святым, почитаемым мною местом, на котором стою, принять столько-то летний подвиг абречества и во дни этих годов не щадить ни своей крови, ни крови всех людей, истребляя их, как зверя хищного. Клянусь отнимать у людей всё, что дорого их сердцу, их совести, их храбрости. Отниму грудного младенца у матери, сожгу дом бедняка и там, где радость, принесу горе. Если же я не исполню клятвы моей, если сердце моё забьётся для кого-нибудь любовью или жалостью — пусть не увижу гробов предков моих, пусть родная земля не примет меня, пусть вода не утолит моей жажды, хлеб не накормит меня, а на прах мой, брошенный на распутье, пусть прольётся кровь нечистого животного»

### Начало XX века
Распространение абречества среди кавказских народов было связано с российской экспансией, в том числе правовой. Абречество стало результатом столкновения навязанного колониального права с местными правовыми нормами в виде шариата или адата.
В это время абречество стало массовым; прославились, в частности, Абрек Зелимхан, Сулумбек Сагопшинский, Кири-Буба и Гачаг Керем. Абреки создавали отряды с десятками или сотнями человек, которые занимались грабежом, разбоем, убийствами и похищениями людей, особенно из селений, где проживали их кровные враги.

В 1880—1900-е годы абречество временно затихло, но возобновилось во время Русско-японской войны и революции 1905—1907 годов. Общую ситуацию того времени обрисовал генерал-майор Полозов, служивший в жандармерии Елисаветпольской губернии: 
«Революция 1905—1907 годов на Кавказе протекала не повсюду одинаково. Здесь она имела иной характер, нежели в других частях Империи… Чечня, Ингушетия, Кабарда, Дагестан и остальные мусульманские области оказались чужды политическим требованиям русских революционных партий. Они охотно вступали в ряды формировавшейся тогда в центральных губерниях белогвардейской конной стражи из добровольцев. Правда, в Терской области, где оперировал неуловимый Зелимхан, число абреков несколько увеличилось».
В Грузии и Азербайджане экспроприации, похищения с выдачей пленников за выкуп и террористические акты продолжались дольше всего.
Абреки занимались набегами и вымогательством. Владельцы нефтяных промыслов, расположенных вокруг Баку, ежегодно платили за «охрану» до 200 тысяч рублей; люди, занимавшиеся рыбной ловлей у Каспийского моря выплачивали абрекам 100 и более рублей каждый; владельцы больших рыбных промыслов платили до 1000 и более рублей в год. Город Хасавюрт, в котором проживал начальник округа, прокурор и другие должностные лица и дислоцировался полк, платил двоим абрекам две тысячи рублей в год за охрану. Деньги для этого собирались с населения, а по документам данная статья расхода оформлялась как «жалованье сторожам». В Южном Дагестане в 1905—1913 годах абрек Буба из лезгинского селения Икра с отрядом из 20 человек терроризировал всё побережье Каспия от Баку до Петровска. Благодаря поддержке местных жителей численность его отряда могла быть быстро увеличена до 200 человек. Он обложил данью рыбные промыслы, крупных садовладельцев и богатых купцов Дербента. Из городов он получал оружие и амуницию.
На 1910-е годы приходится деятельность самых известных кавказских абреков. Область их действия сместилась к городам и крупным переселенческим аулам на равнине и в предгорьях, но укрывались они по-прежнему в горах. В это время абреки начали вмешиваться в экономические и религиозные дела горского общества. Сельским и окружным властям приходилось выполнять их требования об уменьшении налогового обложения горцев. Буба запретил горянкам-сунниткам идти осенью на обычные промыслы к шиитам Дербента. О росте влияния абречества на народное сознание свидетельствует стихийная канонизация в это время ряда погибших абреков, объявленных святыми, например, азербайджанского абрека Ших-Заде. Их могилы стали объектом поклонения в Азербайджане, Дагестане, Чечне и Кабарде. Тяжёлые условия жизни высоко в горах вынуждали горцев грабить, используя один и тот же путь по узкому ущелью, которое всегда охраняется. Однако карательные экспедиции, вырубка леса во всех ущельях, постройка русскими солдатами дорог постепенно заставили горцев выйти на равнину.

Ночью шайка абреков, ворвавшись в один из домов на окраине города, обстреляла жилые помещения, угнала лошадей и скрылась, на рассвете нападение было повторено в другом пункте. После перестрелки со сторожами абреки скрылись.
Владикавказ. 23 января (5 февраля) 1911 года, газета «Русское слово».

Основным методом борьбы российских властей с абречеством в это время, как и в эпоху Кавказской войны, были военные рейды и карательные экспедиции. В 1908—1913 годах власти Дагестанской и Терской областей вынуждены были держать в районах действия абреков, в частности в Кайтаго-Табасаранском и Темир-Хан-Шуринском округах, значительные отряды регулярных войск и местной милиции. Абреки Ших-Заде и Зелимхан Гушмазукаев погибли в боях с горской милицией, Буба Икринский и Сулумбек Гараводжев сдались властям и по приговору военно-полевого суда были повешены в 1913 году.
В годы Гражданской войны Нагорный Дагестан, Чечня, Карачай, Ингушетия, Кабарда и Ставрополье стали ареной действия абреческих группировок и партизанских горских отрядов. В Адыгее также были известны такие абреки как Забид Берсиров и Ильяс Анчок. Некоторые небольшие города, как Хасавюрт, были дотла разорены ими и к 1921 году перестали существовать. Большинство абреческих групп сражались в 1918—1920 годах на стороне шейха Али-Хаджи Акушинского и большевиков. Но некоторые поддержали аварских шейхов Узун Хаджи и Нажмудина Гоцинского.

### Советский период
В 1920 году большевики добились установления на Северном Кавказе советской власти, склонив на свою сторону главарей этих группировок из числа бывших абреков, таких как дагестанские «красные партизаны» Кара Караев и Гирей Куппинский. В 1921—1925 годах при поддержке абреков шейх Нажмудин Гоцинский вёл антисоветскую партизанскую борьбу в горах Дагестана и Чечни. Отряды абреков действовали в горах ещё в начале 1930-х годов, а в Чечне — до самого начала Великой Отечественной войны.
Две группы абреков продержались в Ингушетии и в Чечне длительное время после окончания войны и были ликвидированы в 1955—1970-х годах. Последние абреки; чеченский абрек Хасуха Магомадов был убит в 1976 году, в тот же период времени был убит ингушский абрек Хизир Хадзиев. Ранее был ликвидирован ещё один ингушский абрек, Ахмед Хучбаров.
Последними кавказскими абреками считаются Хасуха Магомодов и Хизир Хадзиев, действовавшие в 1939—1976 годах. По обстоятельству судьбы, умерли в один и тот же год.

## Известные абреки
| Имя                   | Происхождение | годы деятельности | место деятельности       |
| --------------------- | ------------- | ----------------- | ------------------------ |
| Абдуллах Киринский    | лезгин        | 1890 — 1913       | Дербент, Махачкала, Баку |
| Зелимхан Харачоевский | чеченец       | 1901 — 1913       | Грозный, Кизляр          |
| Али Хильский          | лезгин        | 1837 — 1839       | Кусары, Дербент          |
| Сулумбек Сагопшинский | ингуш         | 1909 — 1911       | Карабулак                |
| Таймас Губденский     | даргинец      | 1817 — 1859       | Губден, Гуниб            |
| Гачаг Наби            | азербайджанец | 1875 — 1896       | Нахичевань, Зангезур     |

## Абреки в культуре и искусстве
- Поэма М. Ю. Лермонтова — «Хаджи Абрек» (1833—1834).
- В путевом очерке «Кавказ» (1859) Александр Дюма повествует про дуэль чеченского абрека против казаков.
- Л. Н. Толстой в своей повести «Казаки» (1863) описывает стычку Казаков и Абреков.